# Campionati italiani primaverili di nuoto 1976
I ventitreesimi campionati italiani primaverili di nuoto si sono svolti a Rapallo dal 27 al 29 febbraio 1976. È stata utilizzata la vasca corta.

## Podi

### Uomini
| Evento               | Oro                                                                                           | Tempo   | Argento                                                                                 | Tempo   | Bronzo                                                                               | Tempo    |
| Stile libero         |                                                                                               |         |                                                                                         |         |                                                                                      |          |
| 100 m                | Marcello Guarducci                                                                            | 51"06   | Roberto Pangaro                                                                         | 51"68   | Paolo Sinigaglia                                                                     | 53"55    |
| 200 m                | Marcello Guarducci                                                                            | 1'53"62 | Paolo Revelli                                                                           | 1'54"84 | Roberto Pangaro                                                                      | 1'56"83  |
| 400 m                | Marcello Guarducci                                                                            | 4'02"31 | Paolo Revelli                                                                           | 4'04"86 | Raffaele Franceschi                                                                  | 4'11"12  |
| 1500 m               | Stefano Lanata                                                                                | 16'20"6 | Stefano Bidini                                                                          | 16'23"9 | Paolo Revelli                                                                        | 16'30"74 |
| Dorso                |                                                                                               |         |                                                                                         |         |                                                                                      |          |
| 100 m                | Enrico Bisso                                                                                  | 58"95   | Angelo Lo Faro                                                                          | 1'00"72 | Stefano Bellon                                                                       | 1'01"09  |
| 200 m                | Stefano Bellon                                                                                | 2'07"71 | Daniele Cerabino                                                                        | 2'10"93 | Enrico Bisso                                                                         | 2'12"26  |
| Rana                 |                                                                                               |         |                                                                                         |         |                                                                                      |          |
| 100 m                | Giorgio Lalle                                                                                 | 1'06"18 | Gilberto Giberti                                                                        | 1'06"49 | Giancarlo Mauro                                                                      | 1'07"07  |
| 200 m                | Giorgio Lalle                                                                                 | 2'22"20 | Giancarlo Mauro                                                                         | 2'25"94 | Roberto Migliori                                                                     | 2'28"09  |
| Farfalla             |                                                                                               |         |                                                                                         |         |                                                                                      |          |
| 100 m                | Paolo Barelli                                                                                 | 57"47   | Riccardo Urbani                                                                         | 58"20   | Alessandro Griffith                                                                  | 59"22    |
| 200 m                | Alessandro Griffith                                                                           | 2'07"71 | Riccardo Urbani                                                                         | 2'10"67 | Giuseppe Castagna                                                                    | 2'11"14  |
| Misti                |                                                                                               |         |                                                                                         |         |                                                                                      |          |
| 200 m                | Gilberto Giberti                                                                              | 2'09"86 | Paolo Barelli                                                                           | 2'11"37 | Fabio Rampelli                                                                       | 2'12"16  |
| 400 m                | Lorenzo Marugo                                                                                | 4'39"41 | Fabio Rampelli                                                                          | 4'41"87 | Vittorio Alberti                                                                     | 4'45"58  |
| Staffette            |                                                                                               |         |                                                                                         |         |                                                                                      |          |
| 4x100 m stile libero | Centro Sportivo Carabinieri Mario Lovisolo Lorenzo Marugo Marco Marcovaldi Marcello Guarducci | 3'35"24 | De Gregorio Paolo Revelli Riccardo Urbani Augusto Papini Claudio Zei                    | 3'36"80 | Fiamme Oro Luigi Barelli Michele D'Oppido Roberto Migliori Paolo Barelli             | 3'39"27  |
| 4x200 m stile libero | Centro Sportivo Carabinieri Marco Marcovaldi Mario Lovisolo Lorenzo Marugo Marcello Guarducci | 7'49"95 | De Gregorio Claudio Zei Augusto Papini Riccardo Urbani Paolo Revelli                    | 7'51"85 | Nuotatori Milanesi Massimo Ugolini Torricelli Marcello Rigamonti Raffaele Franceschi | 8'03"93  |
| 4x100 m mista        | De Gregorio Lucio Notturni Giancarlo Mauro Riccardo Urbani Paolo Revelli                      | 3'59"03 | Centro Sportivo Carabinieri Massimo Nistri Guido Rasi Lorenzo Marugo Marcello Guarducci | 4'00"96 | Fiamme Oro Gennaro Roberto Migliori Paolo Barelli Michele D'Oppido                   | 4'01"14  |

### Donne
| Evento               | Oro                                                                             | Tempo   | Argento                                                                    | Tempo    | Bronzo                                                                          | Tempo   |
| Stile libero         |                                                                                 |         |                                                                            |          |                                                                                 |         |
| 100 m                | Elisabetta Dessy                                                                | 1'01"24 | Laura Sterni                                                               | 1'01"74  | Carol Galimberti                                                                | 1'02"09 |
| 200 m                | Laura Sterni                                                                    | 2'10"34 | Laura Bortolotti                                                           | 2'11"09  | Paola Longhi                                                                    | 2'11"12 |
| 400 m                | Laura Bortolotti                                                                | 4'25"24 | Paola Longhi                                                               | 4'26"07  | Giuditta Pandini                                                                | 4'29"58 |
| 800 m                | Laura Bortolotti                                                                | 9'02"13 | Giuditta Pandini                                                           | 9'02"95  | Paola Longhi                                                                    | 9'11"05 |
| Dorso                |                                                                                 |         |                                                                            |          |                                                                                 |         |
| 100 m                | Daniela Residori                                                                | 1'08"05 | Antonella Roncelli                                                         | 1'08"76  | Tiziana Bertolani                                                               | 1'08"86 |
| 200 m                | Daniela Residori                                                                | 2'22"68 | Paola Cesari                                                               | 2'26"14  | Tiziana Bertolani                                                               | 2'26"20 |
| Rana                 |                                                                                 |         |                                                                            |          |                                                                                 |         |
| 100 m                | Iris Corniani                                                                   | 1'16"67 | Maurizia Lenardon                                                          | 1'16"97  | Tiziana Rachetto                                                                | 1'19"03 |
| 200 m                | Maurizia Lenardon                                                               | 2'45"50 | Iris Corniani                                                              | 2'45"73  | Veronica Cerato                                                                 | 2'47"07 |
| Farfalla             |                                                                                 |         |                                                                            |          |                                                                                 |         |
| 100 m                | Cinzia Rampazzo                                                                 | 1'05"82 | Donatella Schiavon                                                         | 1'06"15  | Monica Dolcini                                                                  | 1'06"91 |
| 200 m                | Donatella Schiavon                                                              | 2'19"49 | Cinzia Rampazzo                                                            | 2'20"25  | Monica Dolcini                                                                  | 2'23"66 |
| Misti                |                                                                                 |         |                                                                            |          |                                                                                 |         |
| 200 m                | Paola Longhi                                                                    | 2'28"93 | Cinzia Rampazzo                                                            | 2'30"15  | Maura Sorrentino                                                                | 2'30"24 |
| 400 m                | Giuditta Pandini                                                                | 5'09"04 | Paola Longhi                                                               | 5'10"08  | Antonella Roncelli                                                              | 5'17"7  |
| Staffette            |                                                                                 |         |                                                                            |          |                                                                                 |         |
| 4x100 m stile libero | Lazio Nuoto Barachini Giuliana Scornayenchi Antonella Valentini Donatella Talpo | 4'12"25 | Aniene Elisabetta Dessy Tamburri Alessandra Cornelli Balestreri            | 4'13"78  | Triestina Nuoto Maurizia Lenardon C. Sterni Giulia Pettener Laura Sterni        | 4'15"00 |
| 4x200 m stile libero | San Donato Eleonora Bortolotti Giuditta Pandini Paola Longhi Laura Bortolotti   | 8'52"30 | Fiat Ricambi Bertasi Barbara Cassinelli Marina Cavallero Patrizia Zebellin | 9'00"69- | Lazio Nuoto Barachini Giuliana Scornayenchi Donatella Talpo Antonella Valentini | 9'04"65 |
| 4x100 m stile misti  | Doria Paola Cesari Sabrina Negroponte Monica Dolcini Cristina Stuttgard         | 4'34"59 | Triestina Nuoto Giulia Pettener Maurizia Lenardon Belleli Laura Sterni     | 4'36"63  | Lazio Nuoto Maura Sorrentino Claudia Corradi Donatella Talpo Barachini          | 4'39"54 |